# Riodina
Riodina is een geslacht van vlinders uit de familie van de prachtvlinders (Riodinidae) en de onderfamilie Riodininae.
De naam Riodina werd in 1851 gepubliceerd door Westwood.

## Soorten
Het geslacht omvat de volgende soorten:
- Riodina barbouri (Bates, 1935)
- Riodina lycisca (Hewitson, 1853)
- Riodina lysimachus Stichel, 1910
- Riodina lysippoides Berg, 1882
- Riodina lysippus (Linnaeus, 1758)
- Riodina lysistratus Burmeister, 1879